# Hyosciurus
Genre
Hyosciurus est un genre d'écureuils.

## Répartition
Les deux espèces de ce genre sont endémiques d'Indonésie.

## Liste des espèces
Selon ITIS (2 juin 2016) :
- Hyosciurus heinrichi Archbold et Tate, 1935
- Hyosciurus ileile Tate et Archbold, 1936